# Selo D. Carlos (Diogo Neto)
Trata-se de uma emissão de selos com efígie de D. Carlos, gravada por Manuel Diogo Neto. Foram os primeiros durante este reinado, começando a circular em 1892.

## História
Por ser grande a quantidade de selos ainda armazenada de D. Luís I, aquando da morte deste, somente cerca de três anos depois, foram postos em circulação selos do novo monarca.
O busto foi gravado por Diogo Neto, com cercaduras desenhadas e gravadas por José Sérgio de Carvalho e Silva e impressos na Casa da Moeda, em folhas de 28 e 150 selos.
Estes selos desagradaram tanto ao público como a filatelistas e outros especialistas, que criticavam sobretudo o trabalho da Casa da Moeda, e em poucos anos seriam substuídos por uma nova emissão.

## Taxas e circulação

### Continente
Foram emitidos as seguintes taxas de acordo com a tabela, todos até 30 de abril de 1896.
| Valor    | Cor                    | Selos emitidos | Entrada em circulação |
| -------- | ---------------------- | -------------- | --------------------- |
| 5 reis   | laranja                | 23.892.000     |                       |
| 10 reis  | lilás rosa             | 4.032.000      |                       |
| 15 reis  | castanho               | 1.332.000      |                       |
| 20 reis  | violeta                | 2.928.000      |                       |
| 25 reis  | verde                  | 65.766.000     |                       |
| 50 reis  | ultramar               | 7.312.000      |                       |
| 75 reis  | carmim                 | 988.000        |                       |
| 80 reis  | verde claro            | 1.848.000      |                       |
| 100 reis | castanho sobre amarelo | 3.548.000      |                       |
| 150 reis | carmim sobre rosa      | 1.088.000      |                       |
| 200 reis | azul sobre azul        | 612.000        |                       |
| 300 reis | azul sobre laranja     | 584.000        |                       |

As taxas de taxas de 50, 100 e 300 reis foram reimpressas com denteado 11,5 em 1900 e em 1905 toda a série foi reimpressa.
No decreto que originou esta emissão estavam ainda planeados selos de 2, 2,5, 500 e 1000 reis, que nunca foram emitidos provavelmente devido à existência de stock de emissões anteriores.

### Ilhas adjacentes e ex-colónias
Foram emitidos selos com a efígie de Diogo Neto nos territórios ultramarinos portuguêses.